# Pfarrkirche Mettmach

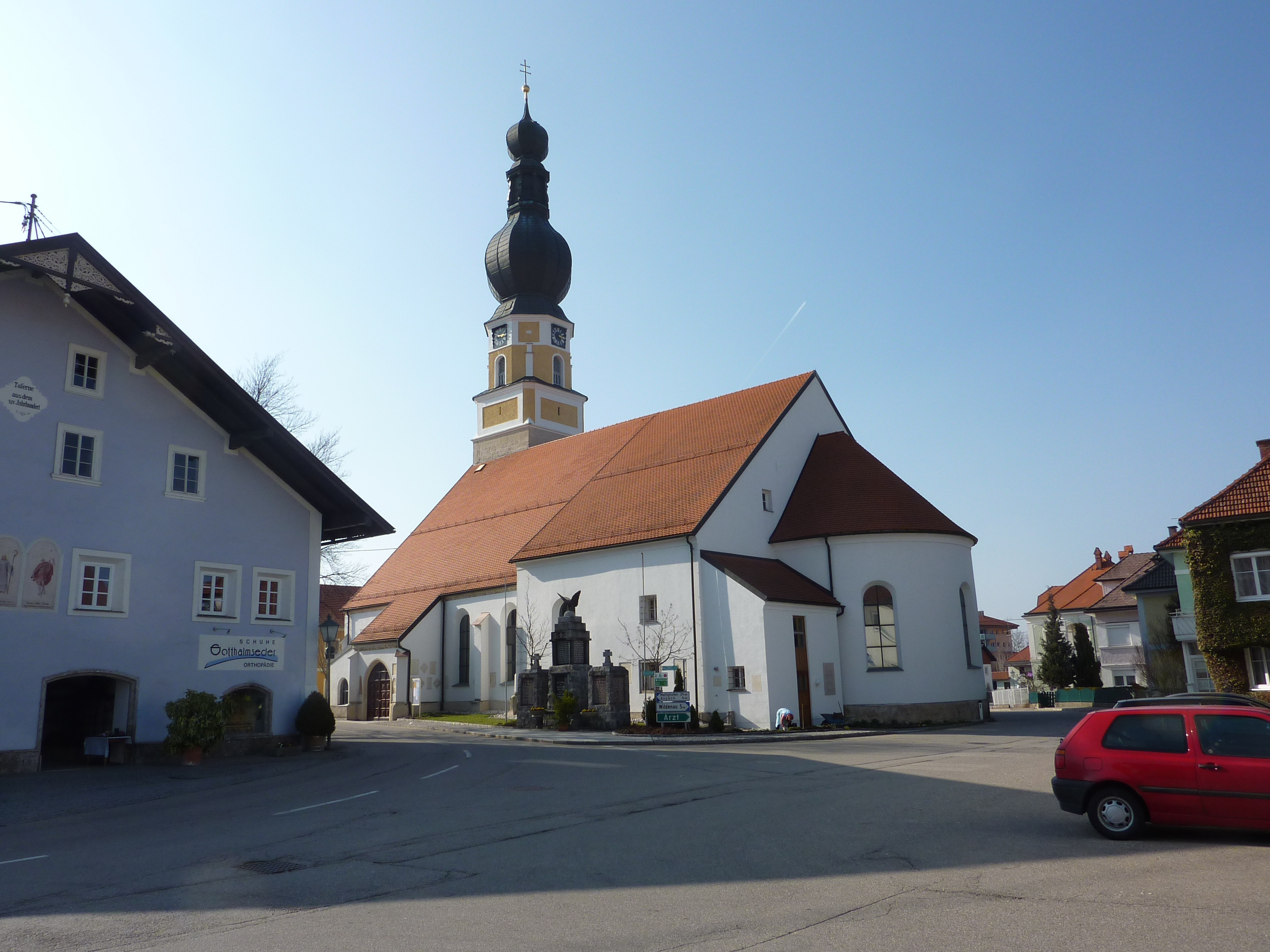
Kath. Pfarrkirche hl. Stephan in Mettmach

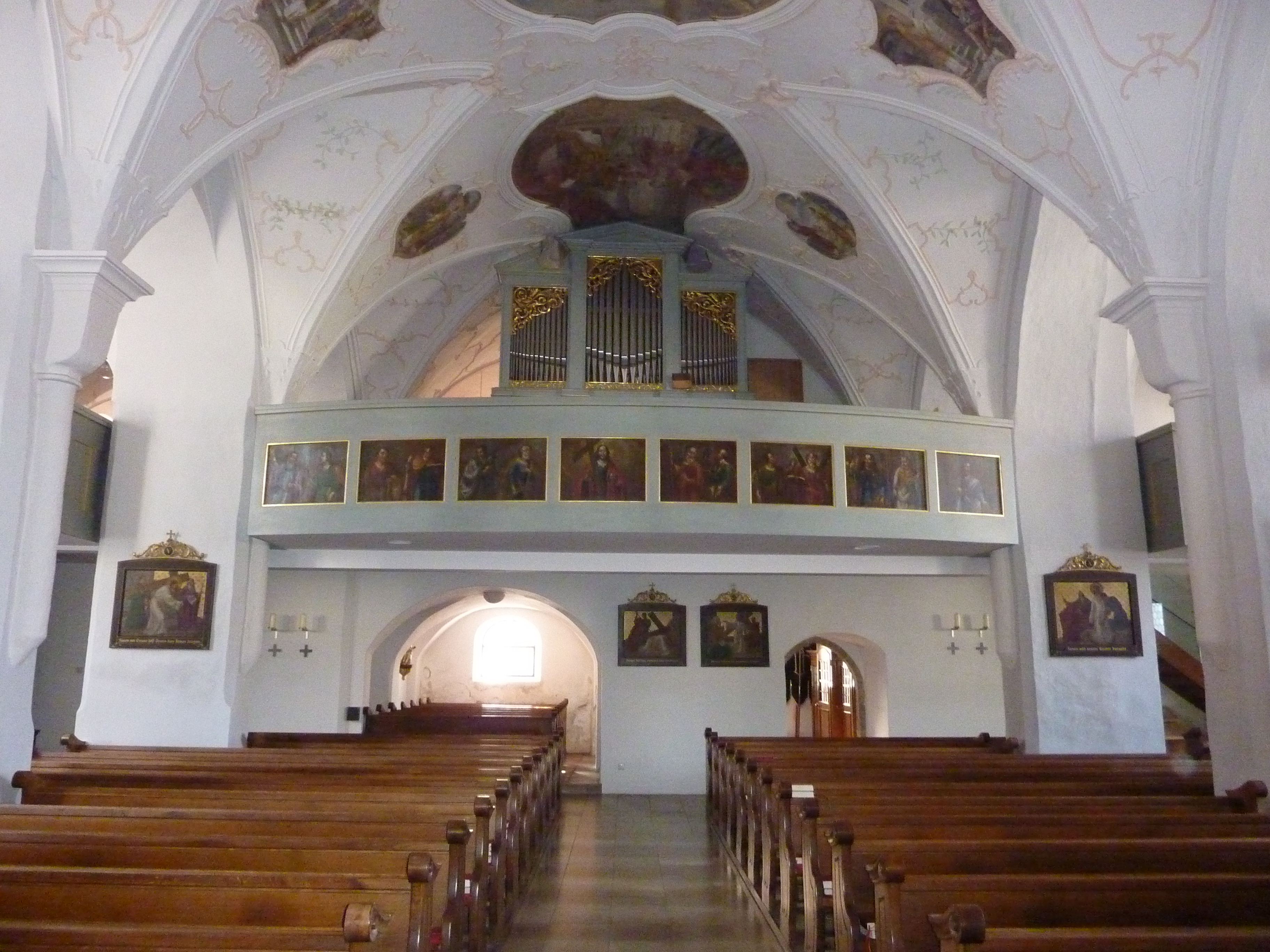
Im Langhaus zur Orgelempore

Die römisch-katholische Pfarrkirche Mettmach steht im Ort Mettmach in der Marktgemeinde Mettmach im Bezirk Ried im Innkreis in Oberösterreich. Die auf den heiligen Stephanus geweihte Kirche gehört zum Dekanat Altheim-Aspach in der Diözese Linz. Die Kirche steht unter Denkmalschutz.

## Geschichte
Eine Kirche wurde 1039 urkundlich genannt. Der gotische Kirchenbau wurde 1734 und 1844 umgebaut und erweitert.

## Architektur
Das dreischiffige vierjochige Langhaus hat ein Mittelschiff mit drei westlichen Jochen. Bei deren gotischen Gewölben wurden die Rippen entfernt und mit Stuck versehen, das östliche Joch ist flach hängekuppelgewölbt. Das südliche Seitenschiff hat zwei gotische westliche Joche. Auch hier wurden die Rippen entfernt, wie im Mittelschiff wurde Stuck angebracht. Die anderen Joche im nördlichen Seitenschiff sind hängekuppelgewölbt. Der einjochige Chor hat einen Fünfachtelschluss, welcher außen gerundet ist. Der frühgotische eingestellte Westturm mit einem kreuzrippengewölbten Läuthaus wurde im Aufsatz ins Achteck übergeführt und trägt einen Zwiebelhelm aus dem Jahr 1791. Das spätgotische Südportal hat eine netzrippengewölbte Vorhalle.

## Ausstattung
Die Einrichtung ist neugotisch. Am südlichen Seitenaltar sind zwei barocke Bildwerke um 1660. Die Statuen Peter und Paul schuf Johann Peter Schwanthaler der Ältere (1763), sie wurden 1953 restauriert.